# Cucullia turkestana
Cucullia turkestana là một loài bướm đêm trong họ Noctuidae.